# Ross of Mull

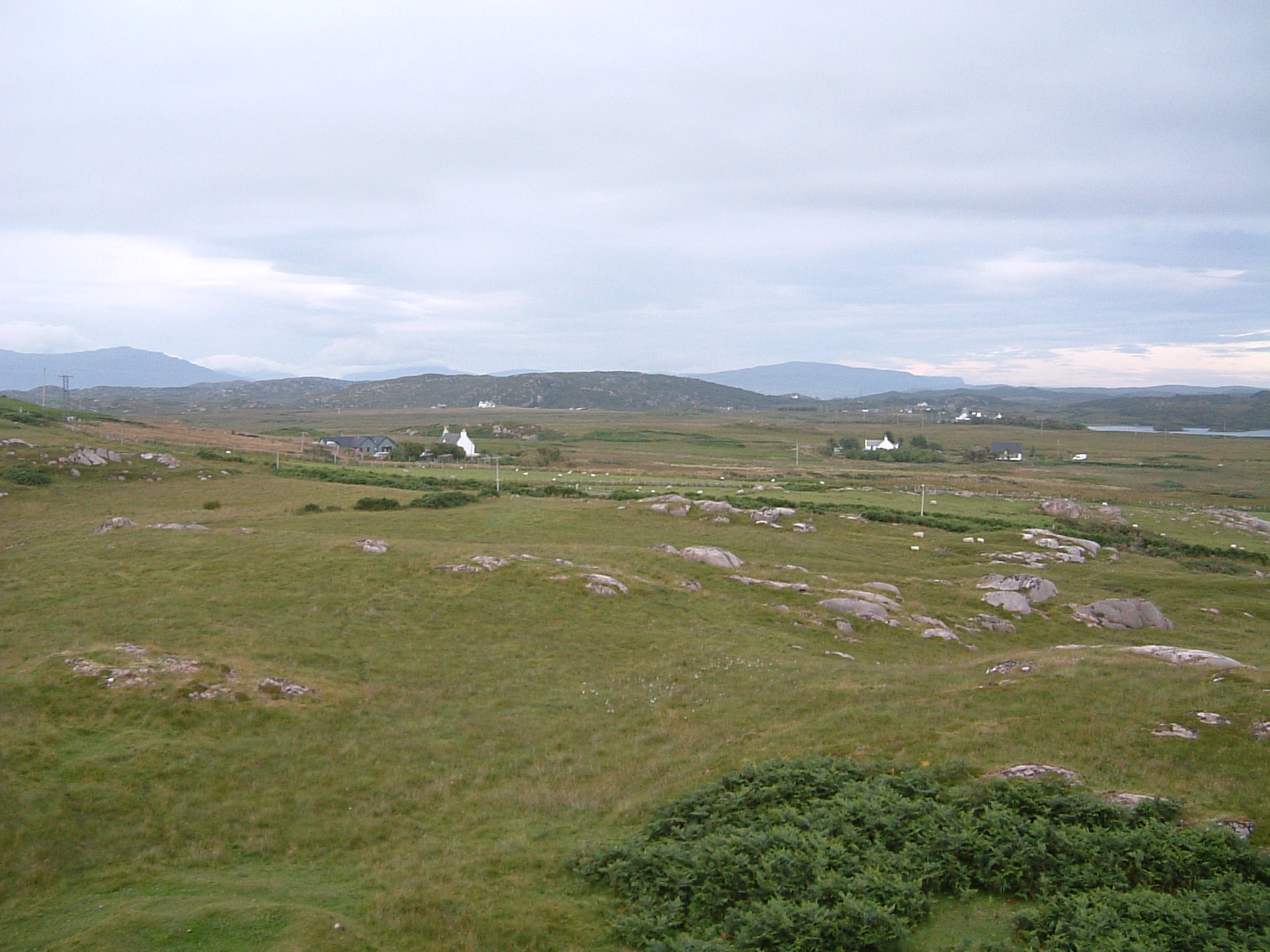
Vista para nascente do Ross of Mull a partir de Tor Mor Quarry, Fionnphort.

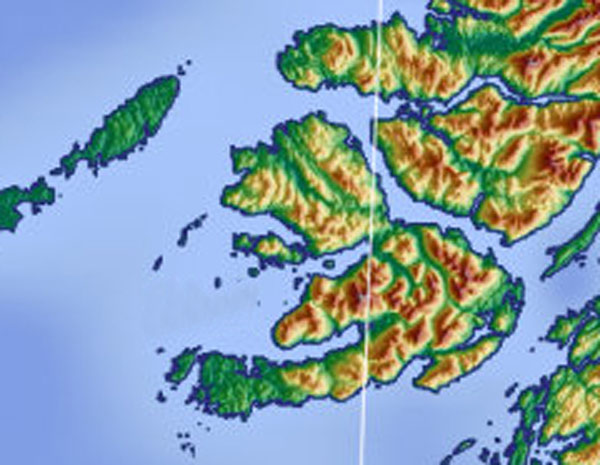
Mapa topográfico da ilha de Mull.

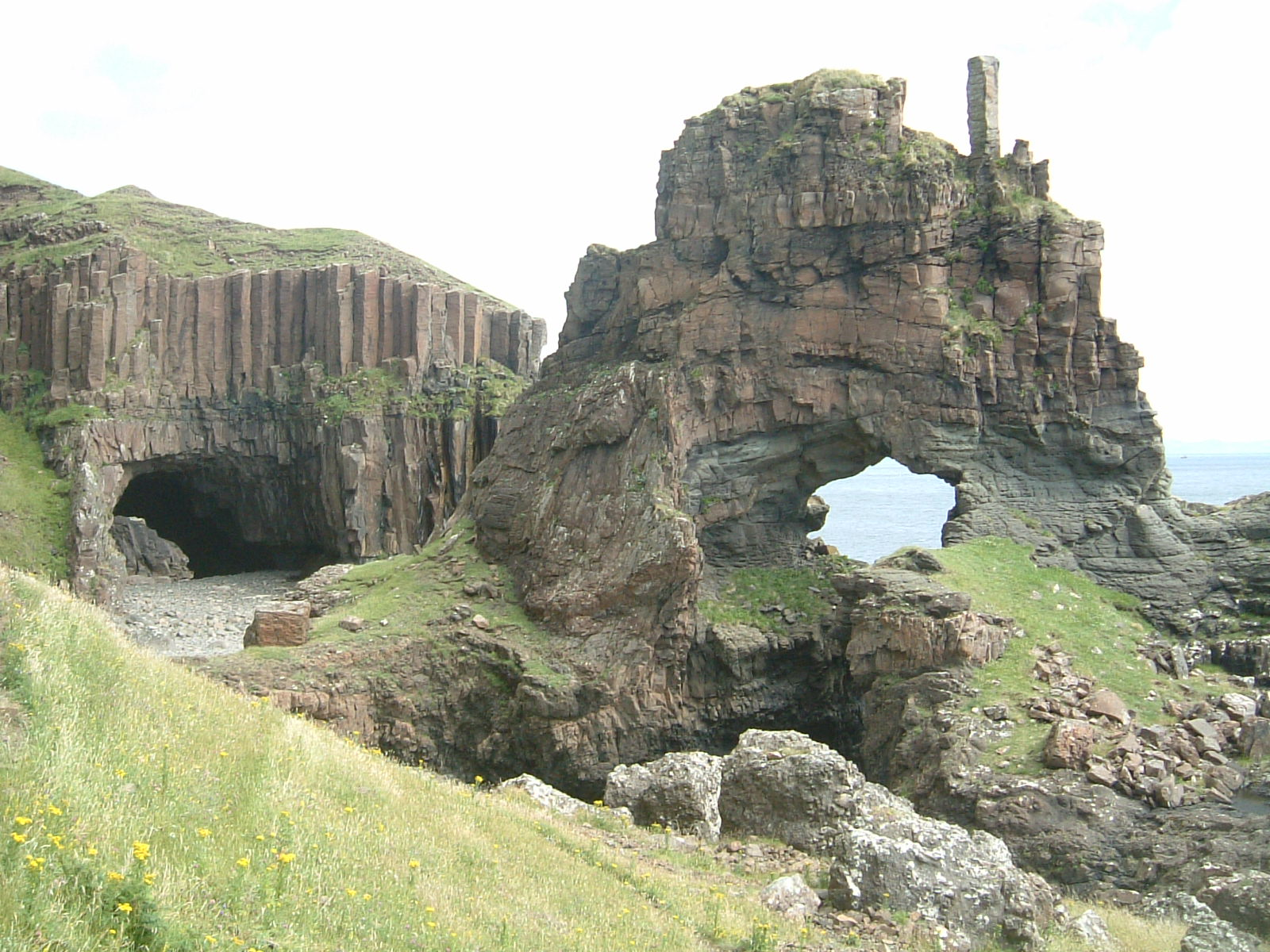
Carsaig Arches, no sul do Ross of Mull.

Ross of Mull (gaélico escocês: An Ros Mhuileach) ié a maior península na Ilha de Mull, com cerca de 28 km de comprimento. Forma a parte sudoeste da ilha, estando rodeada a norte pelo Loch Scridain e a sul pelo Firth of Lorne. As principais localidades são Bunessan e Fionnphort.
Na novela Kidnapped de Robert Louis Stevenson, o protagonista Davie Balfour explora esta área depois de escapar da ilha tidal de Erraid.
O filme I Know Where I'm Going! de 1945, realizado por Michael Powell e Emeric Pressburger, foi filmado em Mull, usando Carsaig como base, e refere a "Isle of Kiloran", baseada em Colonsay.